# Beaker
Beaker è un personaggio del Muppet Show impersonato da Richard Hunt. È l'assistente di lunga data del Dott. Bunsen Honeydew (nella prima stagione il Dott. Honeydew era solo; nella seconda stagione fece la sua comparsa l'assistente Beaker) i due lavorano nei "Laboratori Muppet", dove inventano stravaganti invenzioni.
Beaker comunica pronunciando dei suoni acuti tutti uguali e incomprensibili da nessuno, ma a volte pronuncia corte frasi come "Bye-Bye", "Oh-oh!", "Yes!"...
Il nome originale del personaggio è il termine inglese per becher. Nell'adattamento italiano è stato chiamato anche Becco o Alan Bicco.
Beaker è il tipico personaggio che attira su di sé tutte le sfortune: viene sfruttato da Bunsen come cavia delle sue invenzioni. Nelle varie puntate, Beaker subisce ogni sorta di trauma, dall'esplosione all'elettro-shock, alla perdita di arti, ed è pure divorato da mostri. Amato dal pubblico, riesce in un episodio a duplicare sé stesso e prendersi una piccola vendetta sul Dott. Bunsen Honeydew inseguendolo in ogni dove.
Honeydew e Beaker furono poi trasfusi nella serie animata Muppet Babies, dove la voce di Honeydew era di Howie Mandel e Dave Coulier ed i suoni di Beaker curati da Frank Welker. 
Dopo la morte di Richard Hunt nel 1992, il ruolo di Beaker fu assunto da Steve Whitmire.
Nell'evento dal vivo, Muppet Show Live, la voce di Beaker fu temporaneamente affidata a Kevin Clash.